# Grankulla stadsvapen

Grankulla stadsvapen.

Grankulla stadsvapen är det heraldiska vapnet för Grankulla i landskapet Nyland i Finland. Ekorren med grankotten anknyter indirekt till ortnamnet, medan rosorna syftar på villabebyggelsen i Grankulla. Vapnet utformades av grafikern Ahto Numminen och fastställdes 11 november 1952.
Blasoneringen är: "I blått fält en sittande rött bevärad ekorre av guld hållande med framtassarna en svart grankotte och ovan åtföljd av tre bjälkvis ordnade rosor av guld".